# فورت مید (فلوریدا)
فورت مید (به انگلیسی: Fort Meade) شهری در شهرستان پولک ایالت فلوریدا است که در سال ۱۸۸۵ بنیان‌گذاری شده‌است. این شهر طبق سرشماری سال ۲۰۱۰ میلادی، ۵٬۶۲۶ نفر جمعیت داشته و مساحت آن نیز ۱۳٫۰ کیلومتر مربع است.